# Descrierea Ținutului Secuiesc
Descrierea Ținutului Secuiesc (în maghiară A Székelyföld leírása) este titlul operei scriitorului maghiar Balázs Orbán, o amplă monografie a acestei regiuni din Transilvania. Lucrarea a apărut în 6 volume între anii 1868-1873, fiind publicată la Budapesta, în mare parte pe cheltuiala autorului.